# Dipsas gaigeae
Dipsas gaigeae este o specie de șerpi din genul Dipsas, familia Colubridae, descrisă de Oliver 1937. Conform Catalogue of Life specia Dipsas gaigeae nu are subspecii cunoscute.